# Acclaimed Music
Acclaimed Music es un sitio web creado por Henrik Franzon, un estadístico de Estocolmo, Suecia, en septiembre de 2001. Franzon ha agregado cientos de listas publicadas por críticos que clasifican canciones y álbumes. Están clasificados por años, décadas y de todos los tiempos, aunque las listas que son entregadas por lectores de revistas y sitios web están excluidas de la adición. El autor Michaelangelo Matos escribe que "los métodos de Franzon son imperfectos, pero como indicadores de la atracción crítica global, es difícil encontrar algo mejor".
Según las listas más recientes del sitio, Pet Sounds de The Beach Boys es el álbum mejor valorado de todos los tiempos, y Like a Rolling Stone de Bob Dylan es la canción mejor valorada. Según el sitio, The Beatles son el grupo más reconocido, Bob Dylan el solista más reconocido y Madonna la artista femenina más aclamada.